# Senjski glagoljski misal
Rimski misal tiskan u Senju, odnosno Senjski glagoljski misal je četvrta po redu hrvatska inkunabula.
Tiskao ju je Blaž Baromić 7. kolovoza 1494. godine, nakon što je osnovao glagoljsku tiskaru u Senju, gdje se služio slovima donesenih iz Mletaka. Ondje je, prema podatcima iz kolofona iz poslije objavljenog misala, skupa sa Silvestrom Bedričićem i Gašparom Turčićem tiskao ovu četvrtu po redu hrvatsku inkunabulu. Tiskao ju je na hrvatskoj redakciji crkvenoslavenskog jezika. 
Predstavlja drugo izdanje glagoljskog Misala po zakonu rimskoga dvora.  
Prvo je djelo senjske tiskare. 1494.